# Б-21
Б-21, Б-821, «Брянский Комсомолец» — советская подводная лодка проекта 641, заводской номер 815.

## История строительства
29.11.1964 заложена на эллинге судостроительного завода «Судомех» в гор. Ленинграде как большая подводная лодка. 12.08.1964 зачислена в списки кораблей ВМФ.
16.02.1965 спущена на воду. 02-10.1965 года выполнила программу заводских и государственных испытаний в акватории Балтийского моря с временным базированием в порту города Лиепаи.
31.10.1965 вступила в строй. 1.11.1965 включена в состав ДКБФ.

## История службы
1966 год, 29 марта — перечислена в состав КСФ.
1966 год, май — осуществила межфлотский переход вокруг Скандинавии из г. Лиепая в г. Полярный к постоянному месту базирования в Екатерининскую гавань. Вошла в состав 69-й Бр. ПЛ 4-й ЭскПЛ КСФ.
1967 год, с 24 марта по 12 октября — совместно с «Б-36» выполнила задачи экспериментального похода «Прилив-1» под командованием кап. 3 ранга Иванова В. И. в обеспечении пбпл «Тобол», «ПМ-93», ЭОС «Полюс», тн «Лена» и тн «Койда» под руководством адм. Владимирского Л. А. с межпоходовым ремонтом на большом удалении от баз и сменой экипажа 07.1967 в экваториальных условиях. В ходе похода 25.05.1967 пл пересекла экватор, а 11.1967 совершила деловой заход в порт Сплит (Югославия).
- 1967 год, ноябрь — перечислена в состав 69-й брпл 4-й Эскпл КСФ с прежним местом базирования.
- 1968 год, с января по февраль — на СРЗ-35 в пос. Роста прошла восстановительный ремонт после эксплуатации пл в экваториальных условиях, в ходе проведения ремонта по указанию ГШ ВМФ 69-я брпл переводилась в состояние боевой готовности — полная, для экстренного вывода из ремонта дано 5 суток.
- 1970 год, 20 апреля — присвоен новый тактический номер «Б-821».
- 1973 по 1974 годы — выполнила задачи боевой службы в Средиземном море в течение 7 месяцев.
- 1981 год, 5 октября — прибыла в пункт базирования с боевой службы в Средиземном море под командованием кап. 2 ранга Косолапова Д. Н., оценка за поход — «удовлетворительно» в связи с многочисленными неисправностями материальной части.
- 1985 год, октябрь — в составе группы подводных лодок «Б-840», «Б-807», «Б-821» вышла на межфлотский переход к новому месту базирования из Екатерининской гавани в гор. Лиепаю. В Баренцевом море группа попала в тяжёлый шторм силой 8—9 баллов.
- 1985 год, 5 ноября — после пересечения Баренцева, Норвежского, Северного и Балтийского морей прибыла в гор. Лиепаю.
- 1985 год, 27 ноября — перечислена в состав 22-й брпл 14-й Эскпл ДКБФ с базированием в Военной гавани гор. Лиепая.
- 1986 год, с августа по октябрь — выполнила задачи боевой службы под командованием кап. 2 ранга Зенюк В. Ф. в Северном море.
- 1986 год, ноябрь — приняла участие в параде кораблей в акватории Невы в гор. Ленинграде в честь годовщины Октября.
- 1988 год, с августа по декабрь 1989 года — прошла средний ремонт на СРЗ-29 «Тосмаре», в гор. Лиепая.
- 1989 год, 3 апреля — присвоено почётное наименование «Брянский комсомолец».
- 1991 год, с февраля по март — выполнила задачи боевой службы под командованием кап. 2 ранга Сырочева К. Ю. в южной части Балтийского моря.
- 1991 год, июль — приняла участие в параде кораблей в акватории Невы в гор. Ленинграде в честь Дня ВМФ.
- 1992 год, 5 февраля — упразднено наименование «Брянский комсомолец».
- 1992 год, июль — приняла участие в параде кораблей в акватории Невы в гор. Ленинграде в честь Дня ВМФ. При проводке пл под Кировским мостом из-за навигационной ошибки капитана буксира, находившегося в состоянии алкогольного опьянения, пл развернуло течением поперёк фарватера, что привело к срыву ночной навигации на Неве, при этом пл повреждений не получила.
- 1993 год, 23 декабря — в связи с выводом российских войск из Латвии перечислена в состав 25-й брпл ЛенВМБ с базированием в Купеческой гавани гор. Кронштадта.
- 1994 год, 30 мая — в полной готовности совершила переход из гор. Лиепая в гор. Кронштадт.
- 1995 год, 3 июля — исключена из состава ВМФ в связи со сдачей в ОРВИ для демонтажа и реализации.

## Музейный экспонат
- 1995 год, май — поставлена на Балтийский судостроительный завод для конвертации и подготовке к продаже за рубеж.
- 1995 год, лето — прошла докование и конвертовку в плавдоке Канонерского завода.
- 1995 год, октябрь — продана бельгийской компании «Maritime Theme Park» для передачи Национальному Музею моря в городе Зеебрюгге (Бельгия).
- 1996 год, февраль — отбуксирована в Бельгию для постановки на прикол у причала в Рыбной гавани Зеебрюге в качестве экспоната Музея.
- 2019 год — сдана на слом.

## Командиры
1. Иванов В.И . (1964—1967)
2. Даньков Ю. Н. (1967—1971)
3. Перепеч А. И. (1971—1973)
4. Трусов А. Н. (1973—1975)
5. Голуб (1975 — ..?..)
6. Ящук В. С.(..?.. — ..1981)
7. Косолапов Д. Н.(1981—1985)
8. Абрамков Н. А. (1985 — 06.1986)
9. Зенюк В. Ф. (06.1986 — 06.1988)
10. Хрулев А. Д. (06.1988 — 02.1990)
11. Сырочев К. Ю. (02.1990 — 07.1995).